# Ricordaredimenticare
Ricordaredimenticare è il secondo album del gruppo musicale femminile Mumble Rumble, uscito nel 1999 per la Lilium Produzioni.

## Tracce
1. 70
2. Ricordaredimenticare
3. Mr. Love
4. Transmission
5. Triennio
6. Night Ululieren
7. Psylocibin
8. Hardcore
9. Transilvania
10. Tu Sei
11. Clacson
12. Maturo